# Policia Civil Palestina

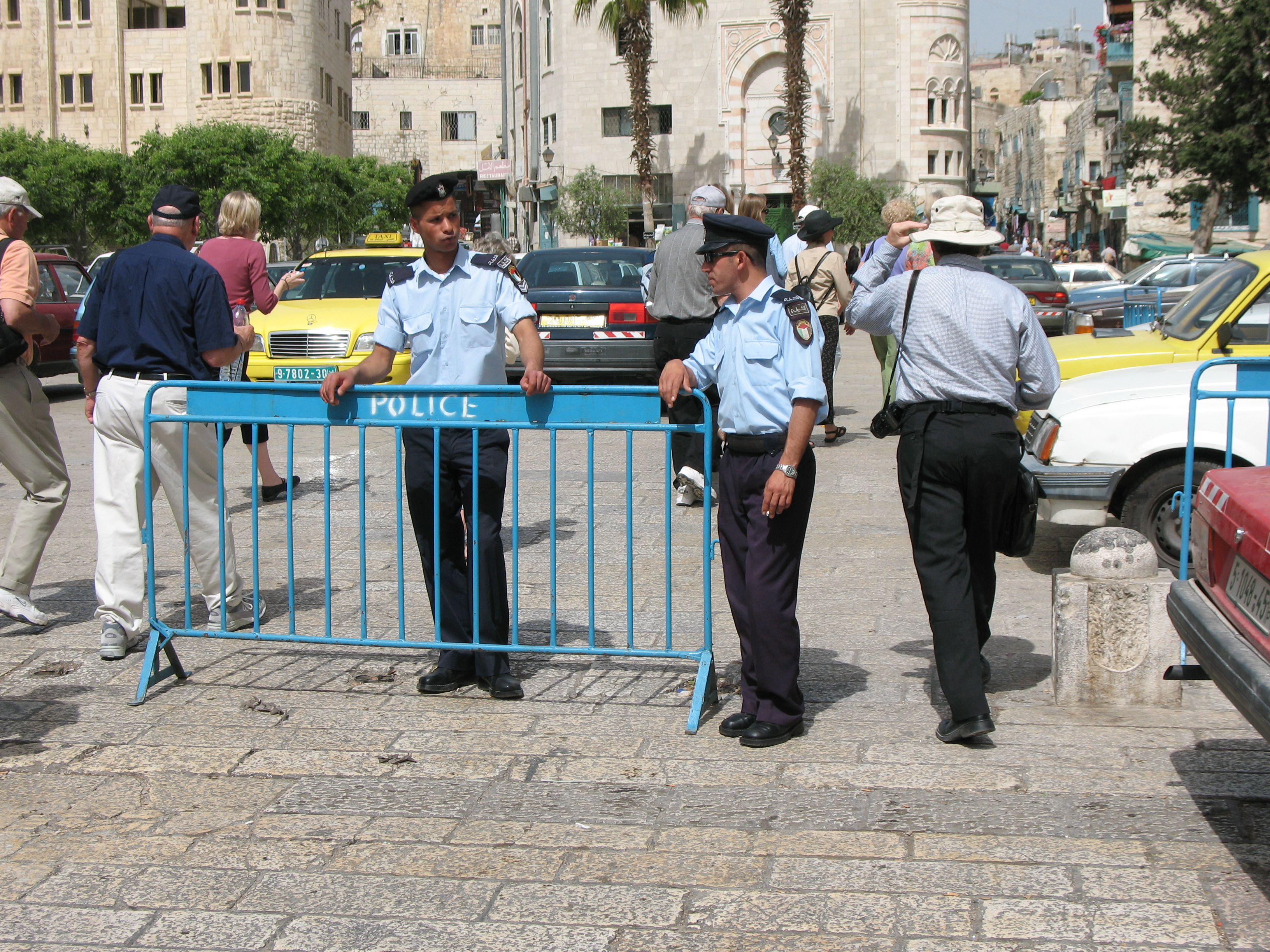
Dos agents de policia palestins.

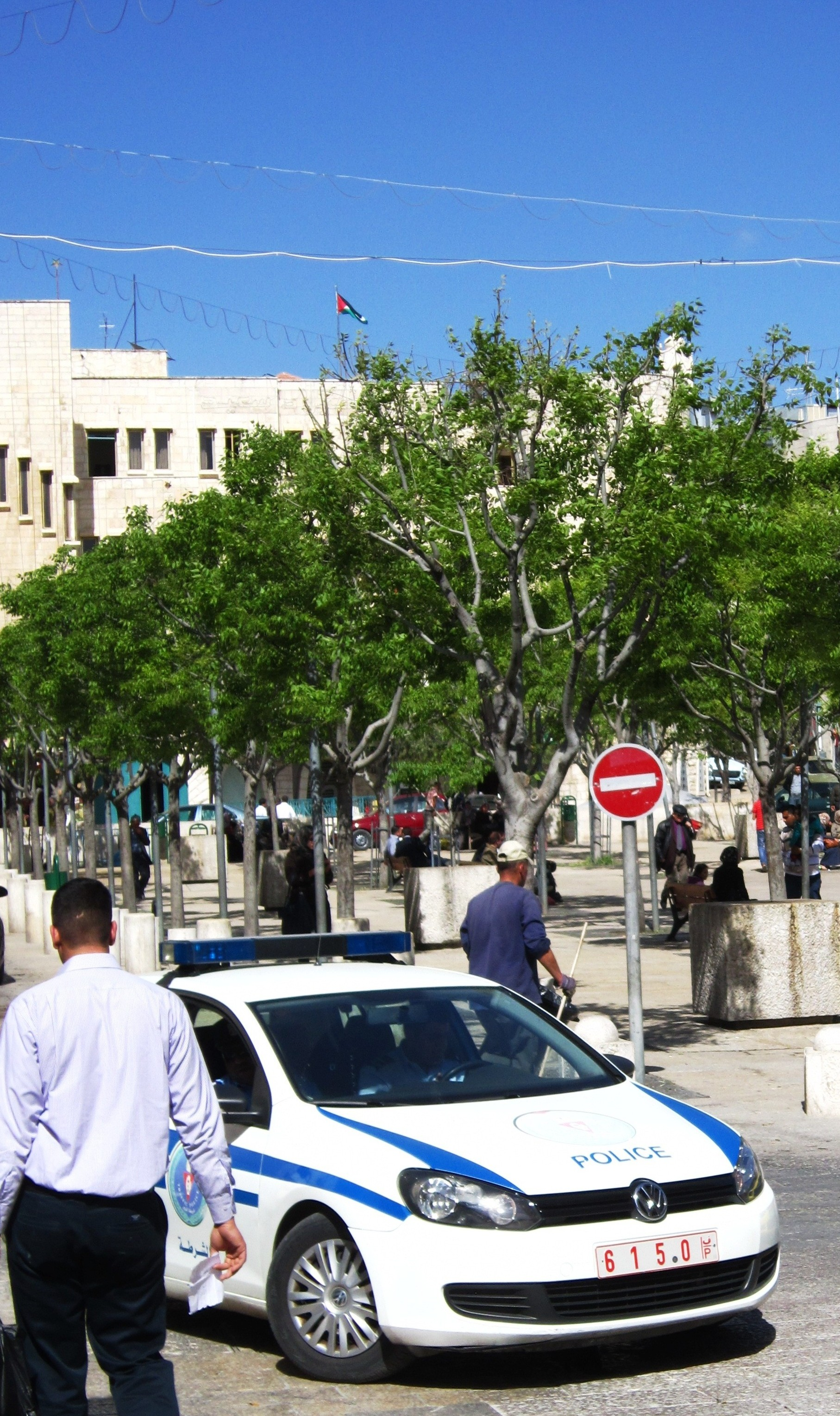
Vehicle de la policia palestina.

La Policia Civil Palestina (àrab: الشرطة المدنية الفلسطينية, ax-Xurṭa al-Madaniyya al-Falasṭiniyya) va ser creada sota els Acords d'Oslo i la Convenció del Caire de 1994. Aquest cos de policia va ser format per assumir les tasques de mantenir la seguretat i l'ordre en l'Estat de Palestina.
La policia civil palestina, és una unitat de policia civil, que ha estat formada per un decret presidencial, que està especialment capacitada per mantenir la seguretat, l'aplicació de la llei i la implementació d'ordres, per tal de mantenir la seguretat, la propietat, l'honor, la llibertat i la seguretat personal.
El cap de policia realitza totes les seves activitats sota el patrocini del Ministeri de l'Interior de l'Autoritat Nacional Palestina. La policia civil, representa una poderosa força policial, que garanteix la seguretat i la protecció de les persones, es una institució digna de confiança i un soci actiu, en la construcció d'un estat de dret. La seva missió és treballar sota el poder de la llei, per mantenir la seguretat ciutadana i fer més segura la societat palestina, amb professionalisme, excel·lència i respectant plenament els drets humans.
La policia treballa de manera legal per mantenir l'imperi de la llei i és capaç d'oferir molts serveis policials eficaços, per satisfer les necessitats de la comunitat, d'una manera eficient i professional. A més de la seva capacitat, per gestionar els recursos humans i financers de manera efectiva.
Els objectius estratègics de la policia, són construir i fer avançar les capacitats de l'Autoritat Nacional Palestina, proporcionar seguretat i protecció a les persones i al medi ambient, combatre els delictes i mantenir l'estat de dret.